# Paul Rolland

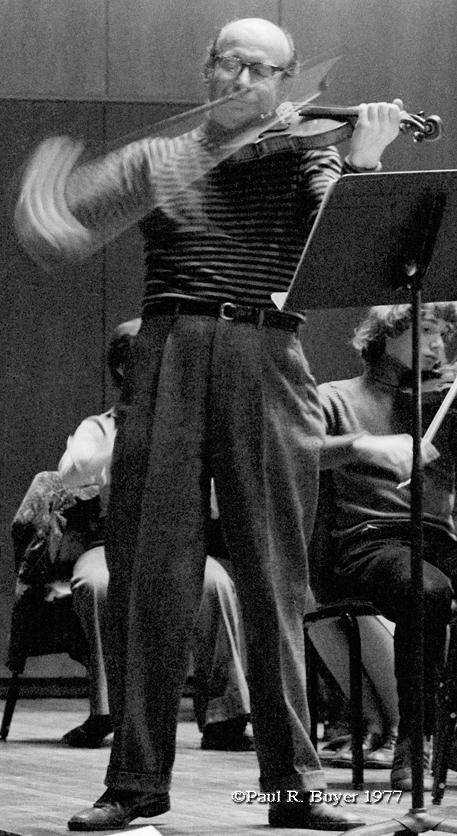
Paul Rolland

Paul Rolland (* 11. November 1911 in Budapest; † 9. November 1978 in Urbana, Illinois) war ein US-amerikanischer Bratschist und Musikpädagoge ungarischer Herkunft.

## Leben
Rolland studierte Violine am Simpson College in Indianola (Iowa) (Bachelor) und an der Franz-Liszt-Musikakademie in Budapest (Master of Music, 1937). Von 1935 bis 1938 war er Erster Bratschist der Budapester Sinfoniker. Mit dem durch ihn gegründeten Pro Ideale Quartett reiste er 1938 in die USA, wo es am Westminster Choir College in Princetown beheimatet war. 1940 erhielt Rolland die amerikanische Staatsbürgerschaft.
Von 1945 bis zu seinem Tod 1978 unterrichtete Rolland an der University of Illinois at Urbana-Champaign, wobei sein besonderes Interesse dem Gruppenunterricht in Streicherklassen galt. Er gründete zunächst Samstagsklassen für Streicher, später das Illinois Summer Youth Music Program, aus dem das University of Illinois String Research Project hervorging. Er gehörte 1946 zu den Begründern der Amerikanischen Streicherlehrer-Organisation ASTA, deren Präsident er von 1964 bis 1966 war. Von 1950 bis 1960 war er Redakteur der Zeitschrift American String Teacher, von 1966 bis 1974 Verantwortlicher für die Publikationen der ASTA. Er wurde u. a. mit dem ASTA Distinguished Service Award (1973) und die Bronzemedaille der Ysaye-Stiftung (1975) ausgezeichnet.